# Pròtesi dental

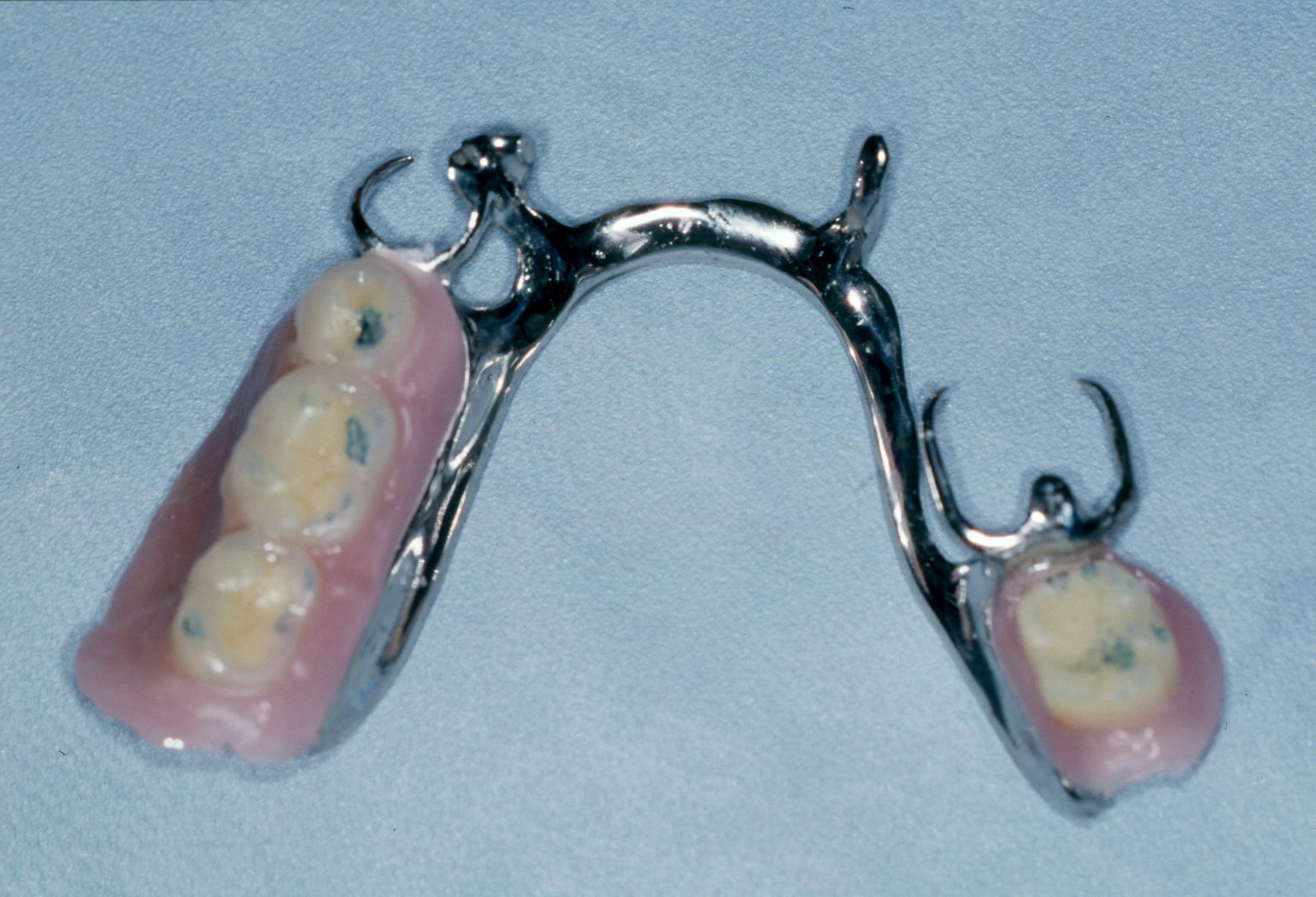
Pròtesi amovible metàl·lica

Una pròtesi dental és un element artificial destinat a restaurar l'anatomia d'una o diverses peces dentàries, restaurant també la relació entre els maxil·lars, alhora que retorna la dimensió vertical, i reposa tant les dents com les estructures periodontals. L'encarregat de fabricar aquests aparells o elements artificials, és el protètic dental, qui realitza el seu treball en un laboratori dental rebent les indicacions de l'odontòleg, que treballa en clínica.

## Objectius

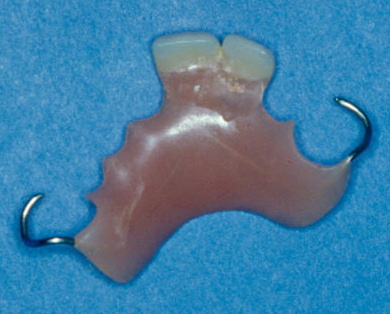
Pròtesi parcial de resina

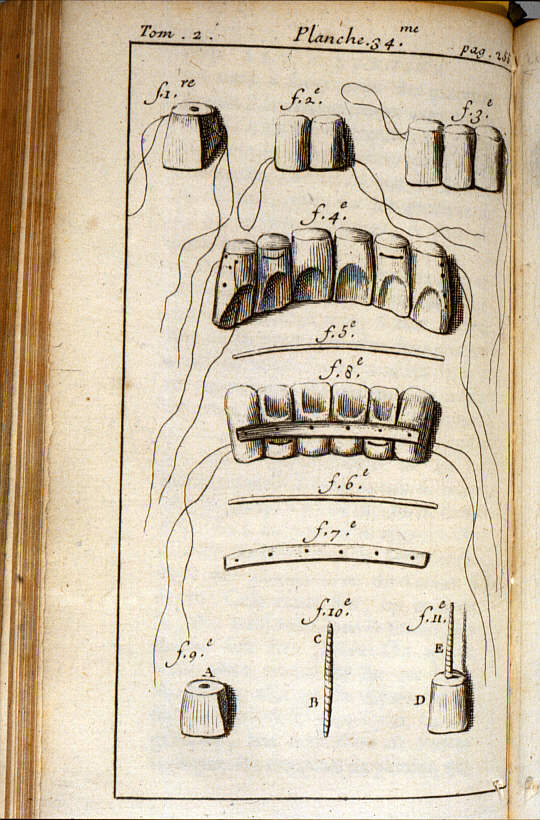
Esquema de restauració dental (segle XVII)

### Funcionalitat
Potser és l'objectiu de major importància en una pròtesi, ja que recuperar la funcionalitat d'una boca és el bàsic per al benestar del pacient, i és el primer, encara que no l'única, que ha d'assolir. Les funcions de la boca que abans que res s'han de recuperar són: primer una masticació eficaç (eficient trituració dels aliments), sense que la pròtesi interfereixi en la deglució, ja que ambdues funcions influeixen directament en alguna cosa tan fonamental com ho és l'alimentació, i segon una fonètica adequada que permeti al pacient una correcta comunicació, sense que la pròtesi interfereixi en ella, sinó tot el contrari, que la possibiliti. A més d'això, òbviament s'ha de tenir en compte que les pròtesis no han d'interferir en la respiració.
Per aconseguir la funcionalitat de la pròtesi, s'han de tenir en compte 4 factors:

#### Retenció
Tota pròtesi, sigui del tipus que sigui, ha de tenir un sistema de retenció eficient, és a dir, que la restauració es mantingui subjecta a la boca i no caigui o surti de la seva posició, ja que si no és així la masticació, deglució i fonètica, es veuran afectades i fins i tot impossibilitades.
Si la pròtesi és fixa, no existirà cap tipus de problema amb la seva retenció. Si és una pròtesi amovible metàl·lica, la disposició dels ganxos metàl·lics, així com l'eficàcia d'aquests, ha de ser l'adequada, ja que bàsicament la retenció de la pròtesi serà produïda pels mateixos. Si es tracta d'una pròtesi completa de resina, la més problemàtica sobre això, s'ha de tenir en compte el bon disseny de la base de la dentadura i la seva superfície, que haurà de ser prou àmplia per aconseguir una major retenció en boca (per millorar la retenció en aquest tipus de pròtesi, existeixen productes adhesius com cremes i pólvores). Si la pròtesi és mixta, el atache haurà de funcionar correctament, doncs és aquest el que facilita la retenció.

#### Suport
El suport de les pròtesis, és a dir les estructures de la boca (dents i periodonci) que suportaran les pròtesis, han de ser acuradament escollides, ja que tant l'estabilitat com la retenció, dependrà en part d'un bon suport. Cal tenir en compte les forces oclusals perquè el suport sigui, la mesura del possible, el més ampli i millor repartit en boca.
Les pròtesis poden ser:
Dento-suportadesAquelles que són suportades per les dents pilars, o romanents, del pacient, que són dents naturals que aquest encara conserva. Les dents poden conservar íntegrament la seva estructura, o poden ser (en la gran majoria dels casos) tallades per l'odontòleg. Dentosuportades són les pròtesis fixes
MucosuportadesAquelles que se suporten sobre el procés alveolar, en contacte amb la geniva que és un teixit fibromucos. Les pròtesis completament mucosuportades són les típiques "dentadures postisses" (pròtesis completes de resina).
DentomucosoportadasAquelles que combinen els dos tipus de suports anteriorment esmentats, és a dir, se suporten tant en les dents romanents del pacient com en el procés alveolar. Són les pròtesis de metall, les pròtesis parcials de resina, i les pròtesis mixtes.
ImplantosuportadesAquelles que són suportades per implants quirúrgics (pròtesis implantosuportades).